# Robert Washington Fyan
Robert Washington Fyan (* 11. März 1835 in Bedford Springs, Bedford County, Pennsylvania; † 28. Juli 1896 in Marshfield, Missouri) war ein US-amerikanischer Politiker. Zwischen 1883 und 1895 vertrat er zwei Mal den Bundesstaat Missouri im US-Repräsentantenhaus.

## Werdegang
Robert Fyan besuchte die öffentlichen Schulen seiner Heimat. Nach einem anschließenden Jurastudium und seiner 1858 erfolgten Zulassung als Rechtsanwalt begann er in Marshfield in diesem Beruf zu arbeiten. Im Jahr 1859 wurde er Bezirksstaatsanwalt. Während des Bürgerkrieges diente er zwischen 1861 und 1865 im Heer der Union. In den Jahren 1865 und 1866 arbeitete Fyan wieder als Staatsanwalt. Von 1866 bis 1883 war er Richter im 14. Gerichtsbezirk von Missouri.
Politisch war Fyan Mitglied der Demokratischen Partei. Im Jahr 1875 nahm er als Delegierter an einer Versammlung zur Überarbeitung der Staatsverfassung von Missouri teil. Bei den Kongresswahlen des Jahres 1882 wurde er im 13. Wahlbezirk von Missouri in das US-Repräsentantenhaus in Washington, D.C. gewählt, wo er am 4. März 1883 die Nachfolge von Aylett Hawes Buckner antrat. Bis zum 3. März 1885 konnte er zunächst nur eine Legislaturperiode im Kongress absolvieren. Im Jahr 1890 wurde er erneut in den Kongress gewählt, wo er am 4. März 1891 William H. Wade ablöste, der 1885 dort seine Nachfolge angetreten hatte. Nach einer Wiederwahl konnte er bis zum 3. März 1895 zwei weitere Legislaturperioden im Kongress verbringen.
Nach seinem Ausscheiden aus dem US-Repräsentantenhaus praktizierte Robert Fyan wieder als Anwalt. Er starb am 28. Juli 1896 in Marshfield und wurde in Lebanon beigesetzt.